# 自動車ナンバー自動読取装置

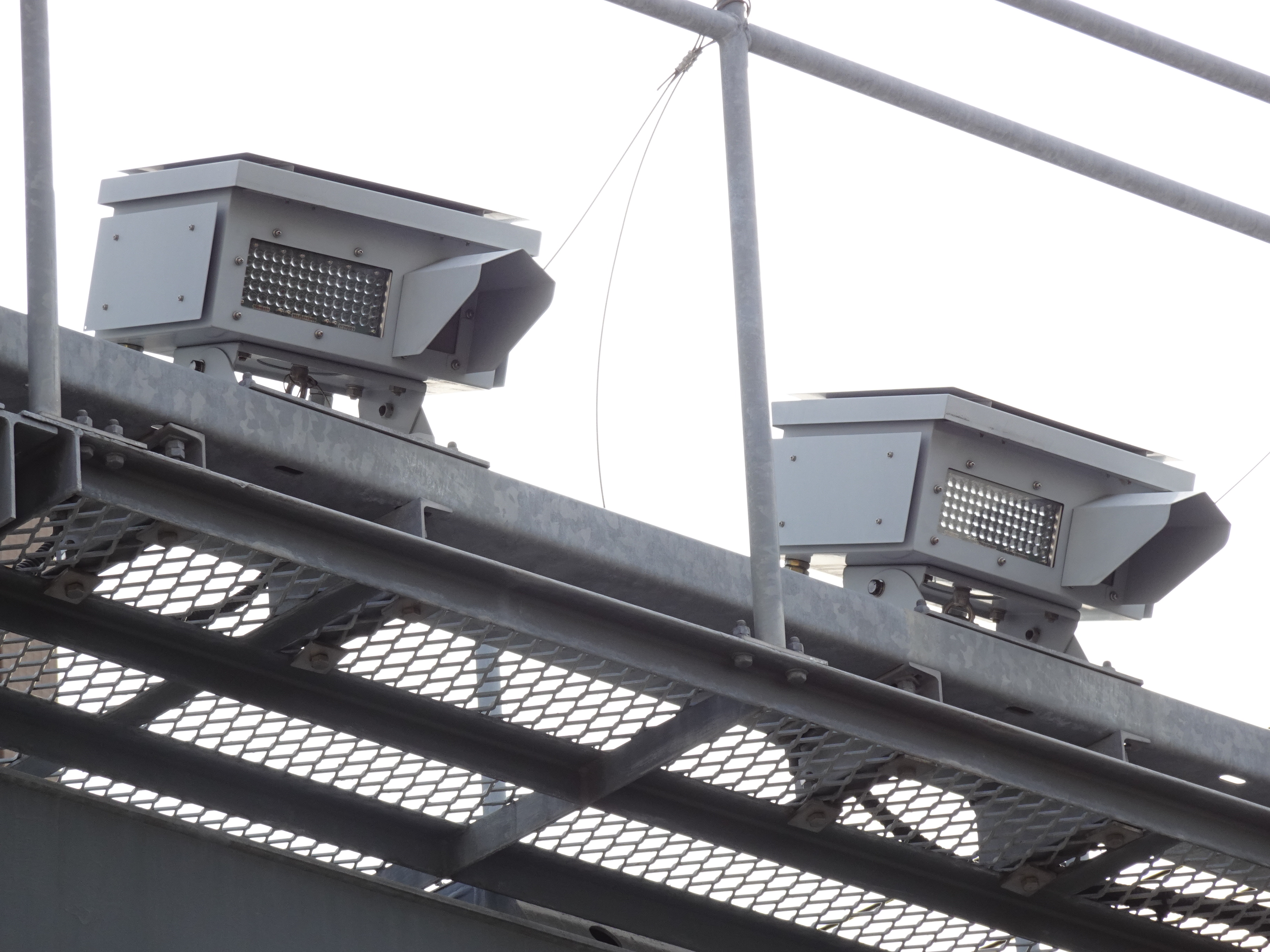
神奈川県川崎市の国道409号線に設置のNシステム

自動車ナンバー自動読取装置（じどうしゃナンバーじどうよみとりそうち）とは、走行中の自動車のナンバープレートを自動的に読み取ることで、手配車両のナンバーと照合する日本のシステムである。手配車両の追跡に用いられ、犯罪捜査の重大な手がかりとなる。通称は「Nシステム」である。
日本の高速道路のインターチェンジにある車両番号読取装置は「AVIシステム」、渋滞情報など移動時間の取得に使われるものは旅行時間測定システム（Tシステム）という。同様のシステムはイギリスのロンドンなどにもある。

## 概要
増え続ける交通事情に対応するため、科学警察研究所の鳥羽邦夫によるアイデアが発端となり1980年代後半に研究所がNECと合同で開発した。1987年に東京都江戸川区新堀の国道14号に設置されたのが実用第1号。ナンバーの頭文字（Number）を取って、Nシステムと呼ばれるようになった。全国に2015年5月時点で1690台が設置されている。1690台の内訳として、警察庁の設置台数は1511台であり、都道府県の設置台数は179台である。
自動車利用の広域犯罪が発生した場合に、交通検問による渋滞等を引き起こすことなく、現場から逃走した被疑車両を速やかに捕捉し、犯人を検挙すること及び重要事件等に使用されるおそれの強い盗難車両を捕捉し、犯人の検挙及び被害車両の回復を図ることなどを目的として整備されているものである。 
Nシステムを通過した車両（2輪を除く）を全て自動で記録し、警察の手配車両リストと自動的に照会する。手配車両が通過してナンバープレートがヒット（完全一致）または、ニアヒット（一部一致）した場合、手配車両と推定されると同時に車種・所有者・メーカーなどが自動的に割り出される。手配車両と推定されてから自動処理が完了した後（自動照会してから5～6秒ほど後）にチームナビ（地図表示等）及び警察無線（PSW、APR、IPR、ポリストリプルアイ等）に「N号ヒット（Nヒット）」の一斉指令が関係部署に伝達されることで、ヒットした車両付近の警察官、巡回中のパトカーや捜査車両にも通知され、通信指令室等からの命令に従い、該当する手配車両を追尾し、失尾や放尾等がなければ検挙となる。盗難（自動車盗など）などの手配車両の監視、自動車利用犯罪の被疑者の追跡などで用いられ、重要犯罪等発生時などには不審車両の洗い出しにも使われる。取得されたデータは一定期間（30年間）保存され、データ検索も可能である。
高速道の料金所では、停車位置の前面に特殊な補助照明装置（赤外線ストロボ等）を付けて設置し、車両通過時にナンバー・搭乗者を撮影するものもある。
対象者が路肩走行する場合でも発見するため、全ての車線に加えて路肩にも設置することもある。速度違反自動取締装置の中には、Nシステム同様に道路上方にカメラが設置されるため外観が類似している機種がある。
最近では、小型の同装置を地方道に設置し、裏道走行による追跡失敗（失尾等）の防止や逃走防止をはかっている。
可搬型Nシステム（可搬型初動捜査支援システム）の運用が開始された地域がある。可搬型当該装置は、犯罪の発生場所に応じて、設置場所を自由に変えることができる。また、基本的に未設置の可搬型当該装置があれば、依頼に応じてすぐに設置できる。可搬型当該装置は、一定地域で連続的に発生する事件について、該当する事件に関連する種々の事案が重大化しないうちに、できるだけ早期に事件解決が望まれる場合においての活用が想定されている。
1999年発出の「警察庁　丁刑企発第165号　自動車ナンバー読取システムとの接続について」によれば、Tシステムで取得した情報と当該装置の情報とを統合することを明示しており、Tシステムの情報も犯罪捜査に使われる可能性がある。

## 設置場所
- 主要国道・高速道などの重要道路
- 高速道のインターチェンジの出入口付近
- 県境の周辺
- 都道府県庁・原子力発電所・空港・自衛隊及び在日米軍関連施設・一部の火力発電所など重要施設の周辺
- 成田国際空港・東京国際空港周辺
- オウム真理教などの宗教関連施設の周辺

## 捜査に用いられた主な事件
- 甲府信金OL誘拐殺人事件 - 1993年8月[7]
- 富士フイルム専務殺害事件 - 1994年2月[7][8]
- 福岡美容師バラバラ殺人事件 - 1994年3月
- つくば妻子殺害事件 - 1994年11月[7][9][10]
- 埼玉愛犬家連続殺人事件 - 1995年1月[11][12]
- オウム真理教事件 - 1995年5月[7]
- 福岡一家4人殺害事件 - 2003年6月[13]
- 大牟田4人殺害事件 - 2004年9月[14]
- 奈良小1女児殺害事件 - 2004年11月[15]
- 姫路2女性殺害事件 - 2005年4月[16]
- 栃木小1女児殺害事件 - 2005年12月[17]
- 島根女子大生死体遺棄事件 - 2009年11月[18][19]
- 田園調布女子中学生誘拐事件 - 2013年11月
- 福岡3億8,400万円強奪事件 - 2017年4月[20]
- 東名高速夫婦死亡事故 - 2017年10月[21][22]
- 渋谷ハロウィンにおける暴力行為等処罰法違反事件 - 2018年10月[23]

## 問題
本システムでは通過する車両を特殊カメラで無差別に撮影し、画像からナンバープレートを判別するが、同時に運転者、同乗者も撮影されるとの憶測があり、プライバシーなどの人権侵害の問題が懸念される。
1999年9月、新潟県中越地方の某警察署課長（当時40歳）が女性警察官との交際を巡り辞職したが、新潟県警察がこの課長の自家用車の動きをNシステムで追跡していた事が、『新潟日報』のスクープで明らかになった。非番者の動向監視に用いられた事で悪用であるとの指摘がされているが、日常的に警察官、あるいは警察職員の動向監視のためにも使用されている。
2006年には、愛媛県警察の捜査員がWinnyを使用した際にAntinnyと思われるコンピュータウイルスに感染し、本システムが設置されている愛媛県・香川県・徳島県の国道及び高速道路を通過した車のナンバープレート情報と通過日時が記録されたファイルが、他の捜査情報と共にインターネット上へ流出した事件も発生している。この際流出した情報は約10日分、車両台数にして10万台超とされている。
高速道路上だけでなく、一般道の県境付近や大規模石油精製施設付近・公官署付近・防衛関連施設・原子力発電所付近などにも設置されている。一部では個人移動監視システムともいわれており、本来の容疑者の追跡のほかに、上記のように警察官の動向を監視するために使われた実績がある。
車両前面のナンバープレートを読み取るように本装置を設置した場合には、対象者がバイクを使用した時は、ナンバープレートを読み取れない。ナンバープレートを読み取りにくくしたり（ナンバープレートを破損・隠蔽する、ナンバープレートを汚す、ナンバープレートをカバーする近赤外線吸収フィルムを装着する、ナンバープレートの文字部の一部又は全部を文字色や背景色などで隠したり塗装する、または文字部の上に実際の車両番号と異なる文字色の文字や背景色の文字を貼付する、あるいはナンバープレート上に多数の文字色や背景色などの文字を追加する等）、偽造ナンバーや他者のナンバーを悪用しながら移動する場合は、対象車両および対象者の発見が困難な場合もある。

## 装置の特徴
新たな地域名表示ナンバープレート（いわゆる「ご当地ナンバー」）が導入されるたびに、それに対応するためのプログラムの改修が必要であり、そのための費用が発生する。
契約の方法は、随意契約である場合が多い。なぜならば、それぞれの製造メーカーが独自のシステムを構築・製造しており、ベンダーロックインで他社のシステム同士に接続することが困難な為である。
現在、赤外光を遮断する特性をもつ遮断部材（赤外線カットナンバープレートカバー等）を装着したような車両であっても高い読取率でナンバープレートを読み取ることができる当該装置が開発され、実用化されている。前述の当該装置であれば、赤外線カットナンバープレートカバー等を装着した車両であっても、ほぼ確実にナンバープレートの情報を読み取れる。
自衛隊車両、外交官車両などの一般車以外の形式のナンバーを読み取ることができない機種もある。本装置は小型化されており、歩道橋、電柱、照明柱、標識や情報板の門柱など様々な箇所への設置が可能である。高速道路上でも問題なく読み取る事が出来る程の速度まで観測ができる。約180km/hで通行する車両も判読可能である。一部機種の本装置の記憶媒体には「車両の通過時刻（観測日・時・分・秒）」、「観測車両の走行速度」、「観測車線の交通量（ナンバーが読めなかった車両についても別途カウントした情報）」が一連情報として蓄積される。
また、本システムを速度違反自動取締装置（NHシステム）として利用する構想もあるが、2022年（令和4年）現在も実現には至っていない。

## ギャラリー

### 設置例

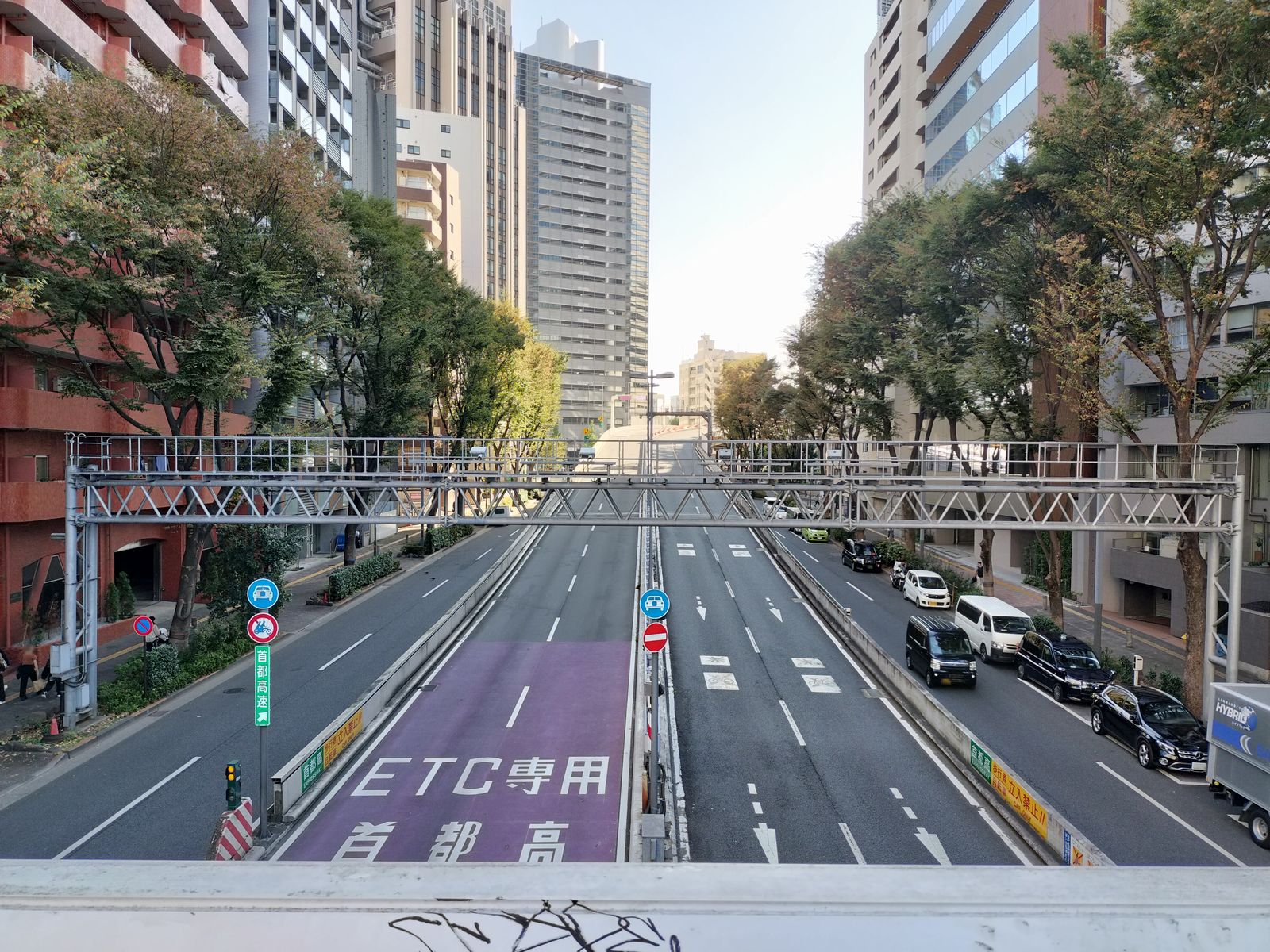
高速道路の出入口に4台（首都高速4号新宿線の新宿出入口）
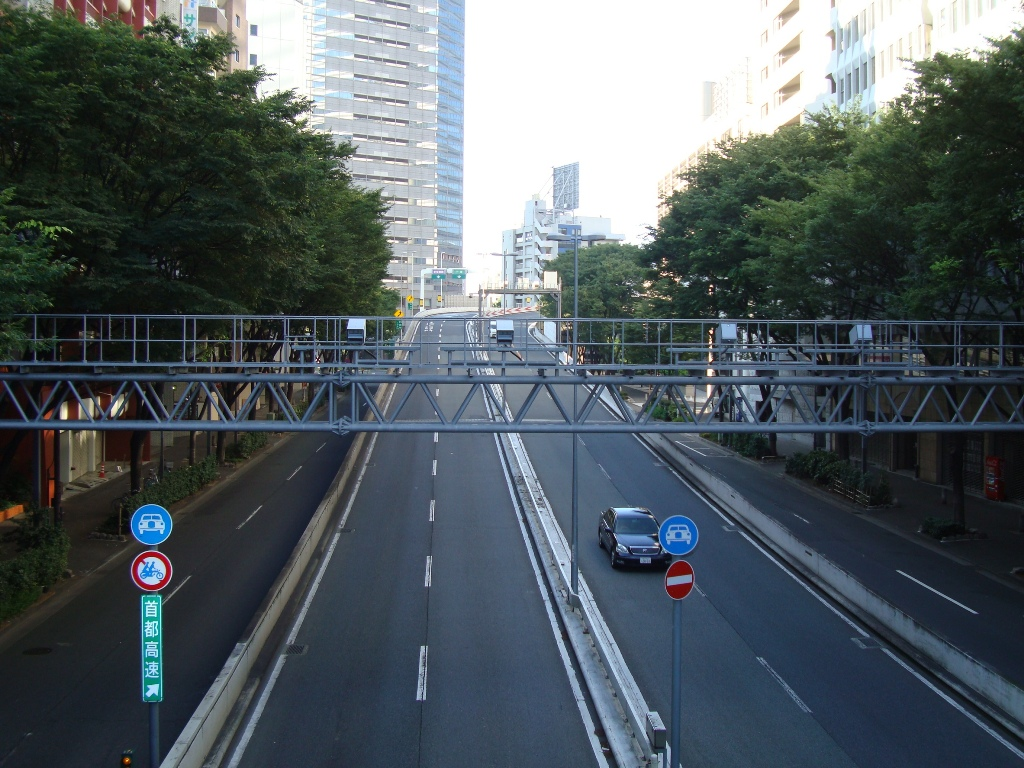
同じ場所の2011年の様子。装置が大きい。
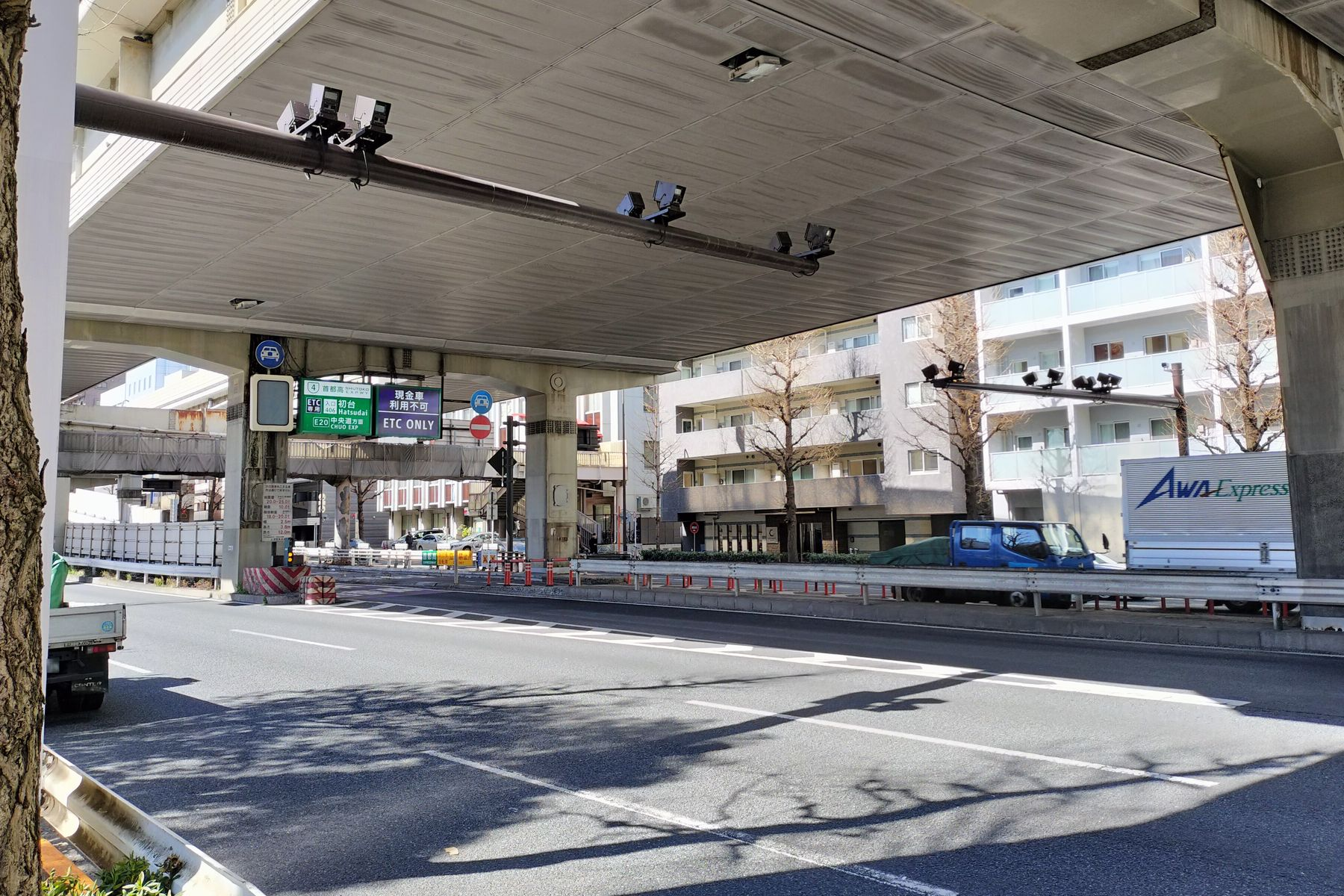
一般道3車線と高速道路出入口の4車線に前後対応で8台、上下線で合計16台（甲州街道、渋谷区初台）
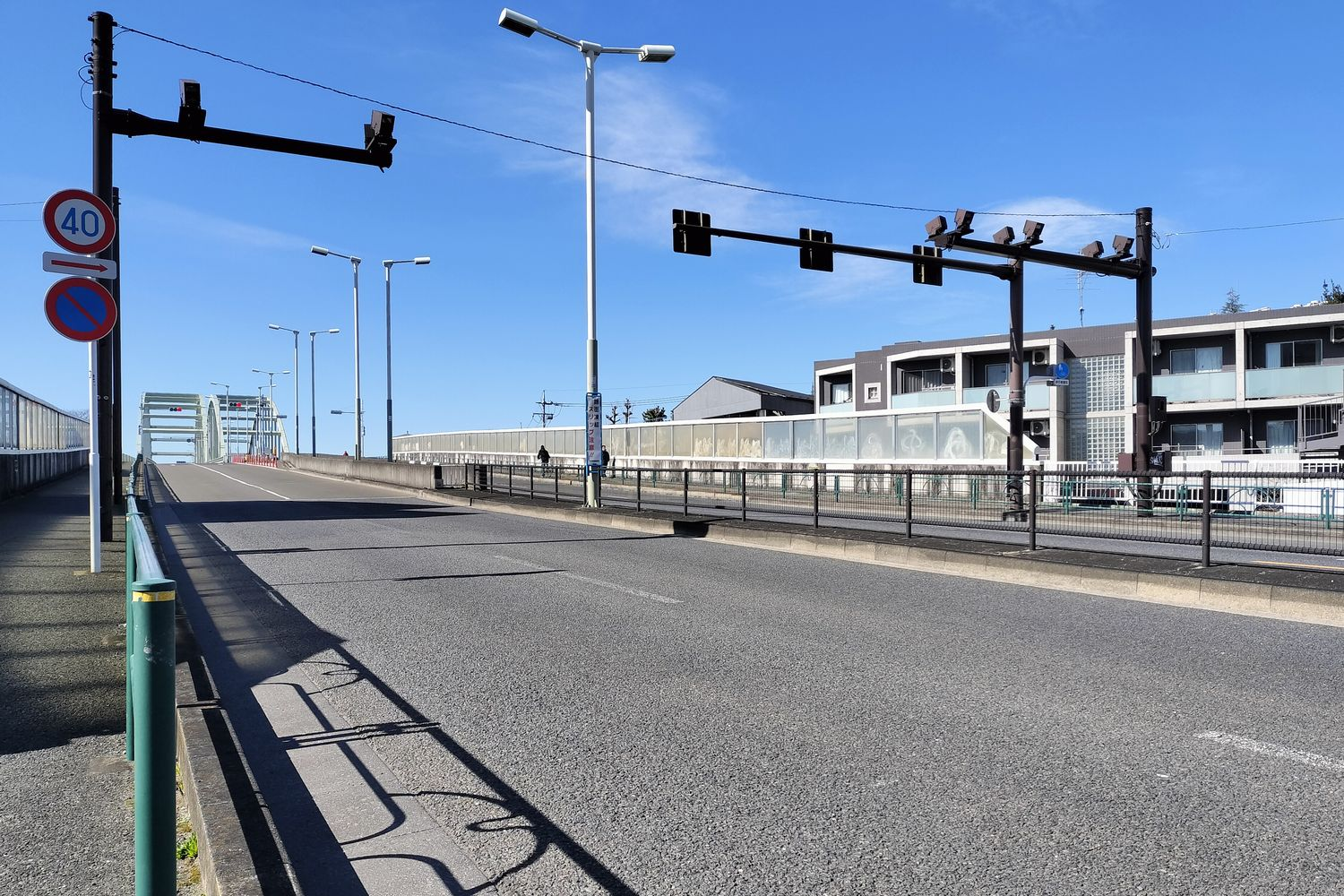
都県境である多摩水道橋の手前
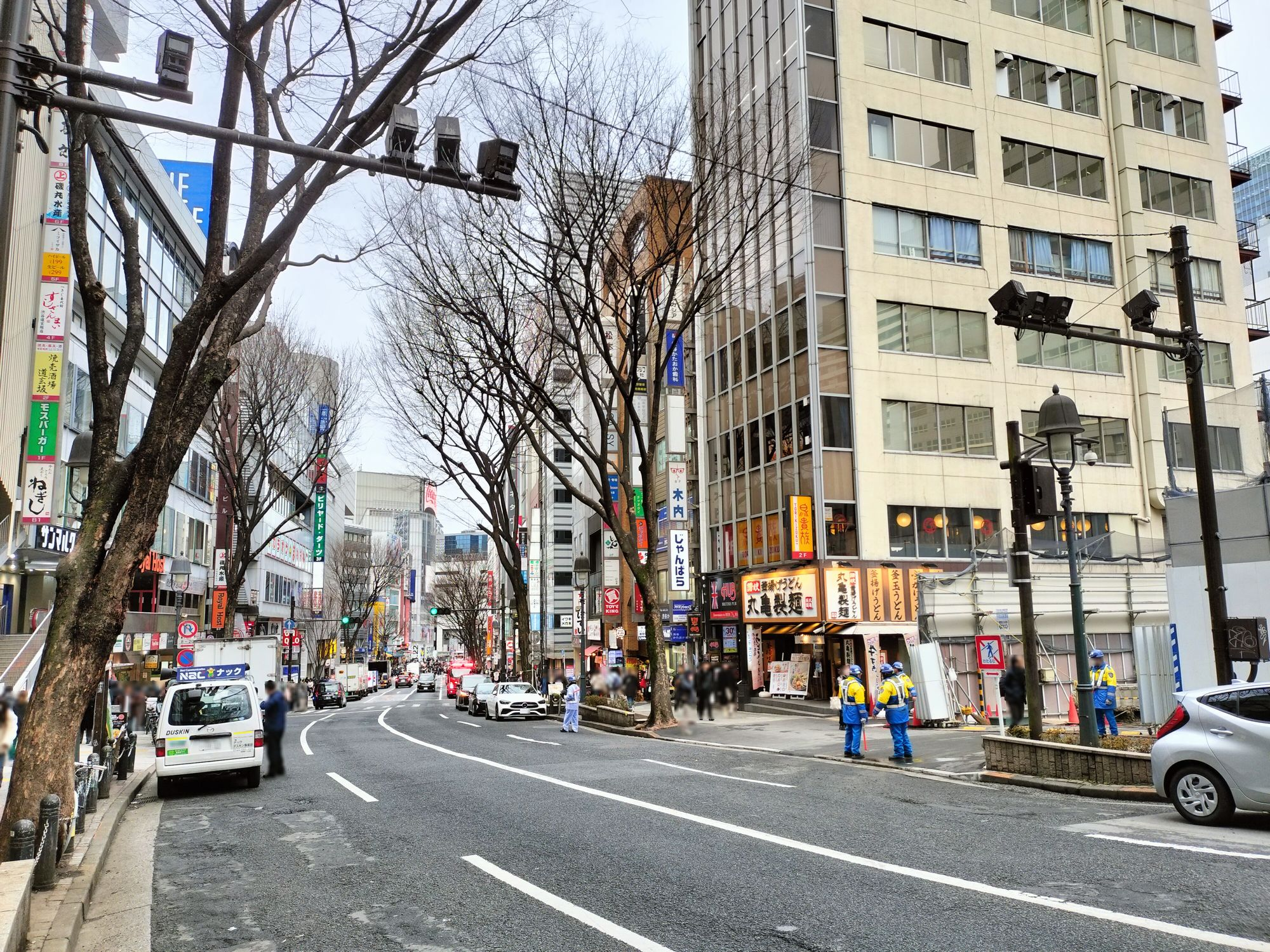
繁華街（渋谷区道玄坂）
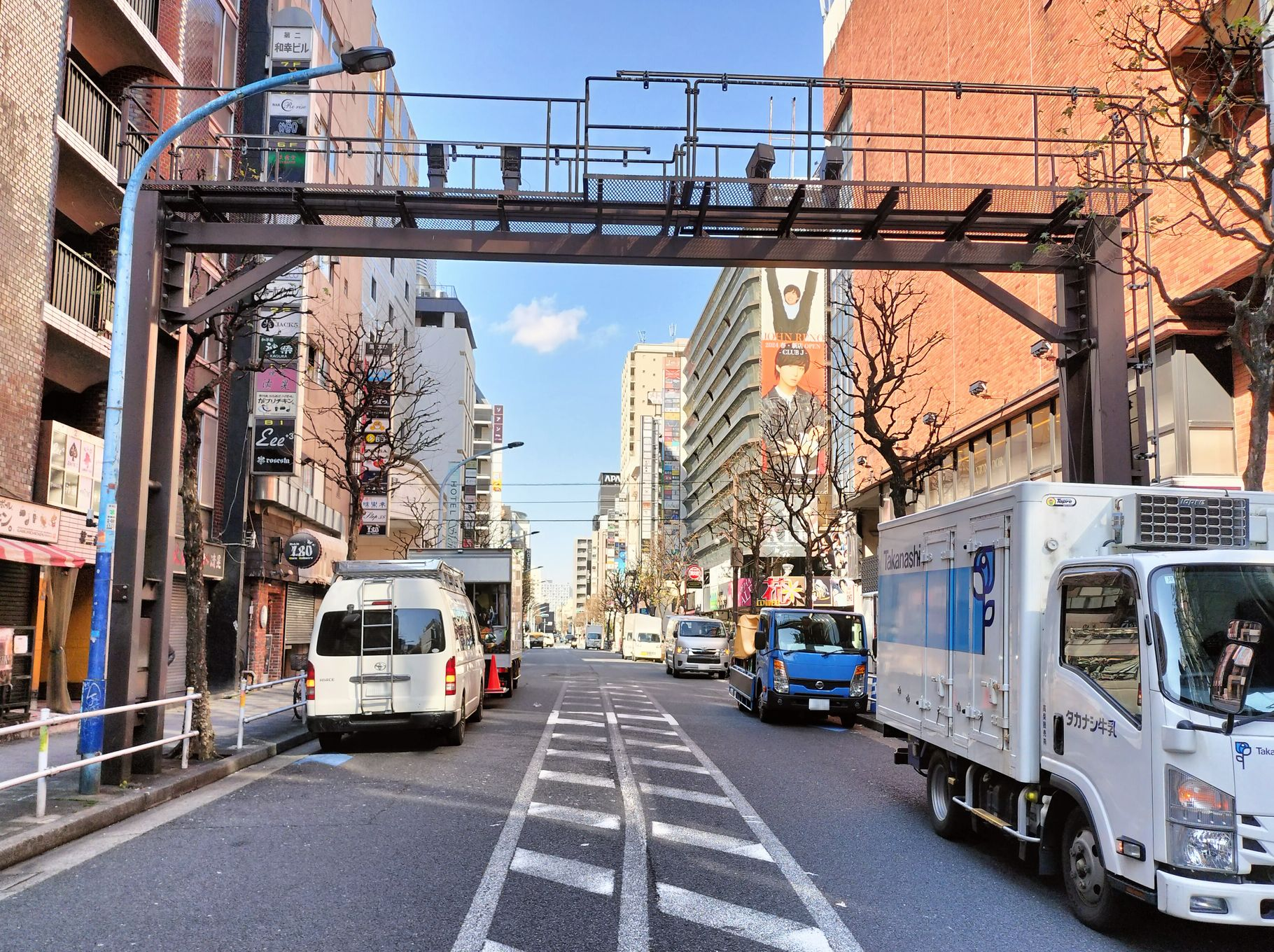
繁華街（新宿区歌舞伎町）
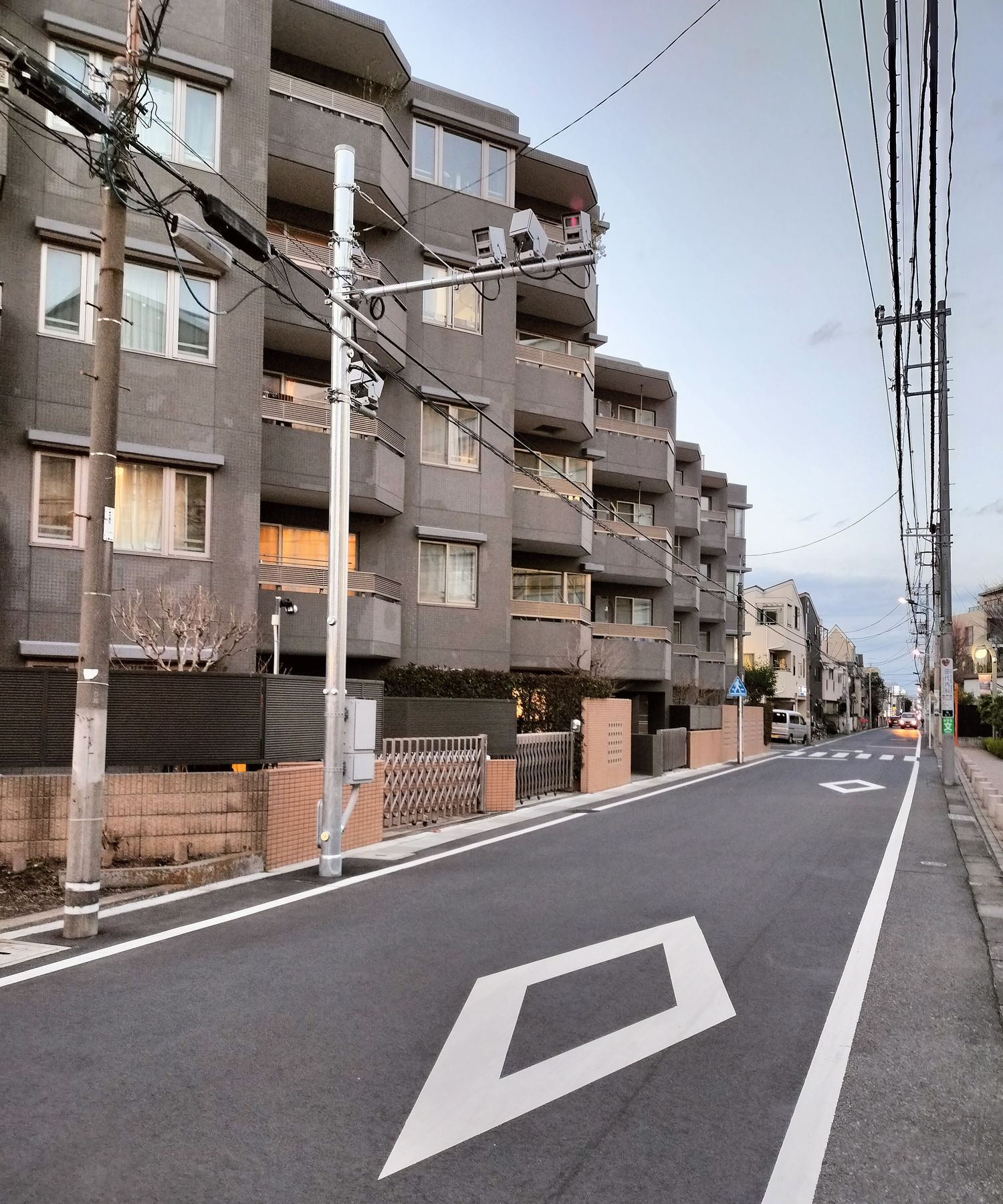
センターラインのない道路にも設置（荒玉水道道路、世田谷区砧）
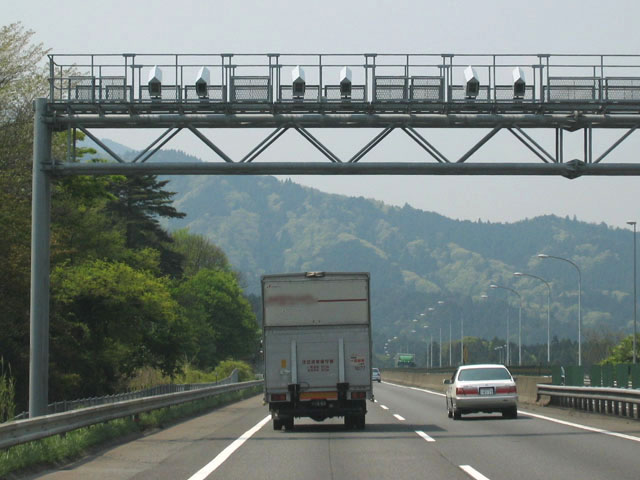
名神高速道路に設置のNシステム
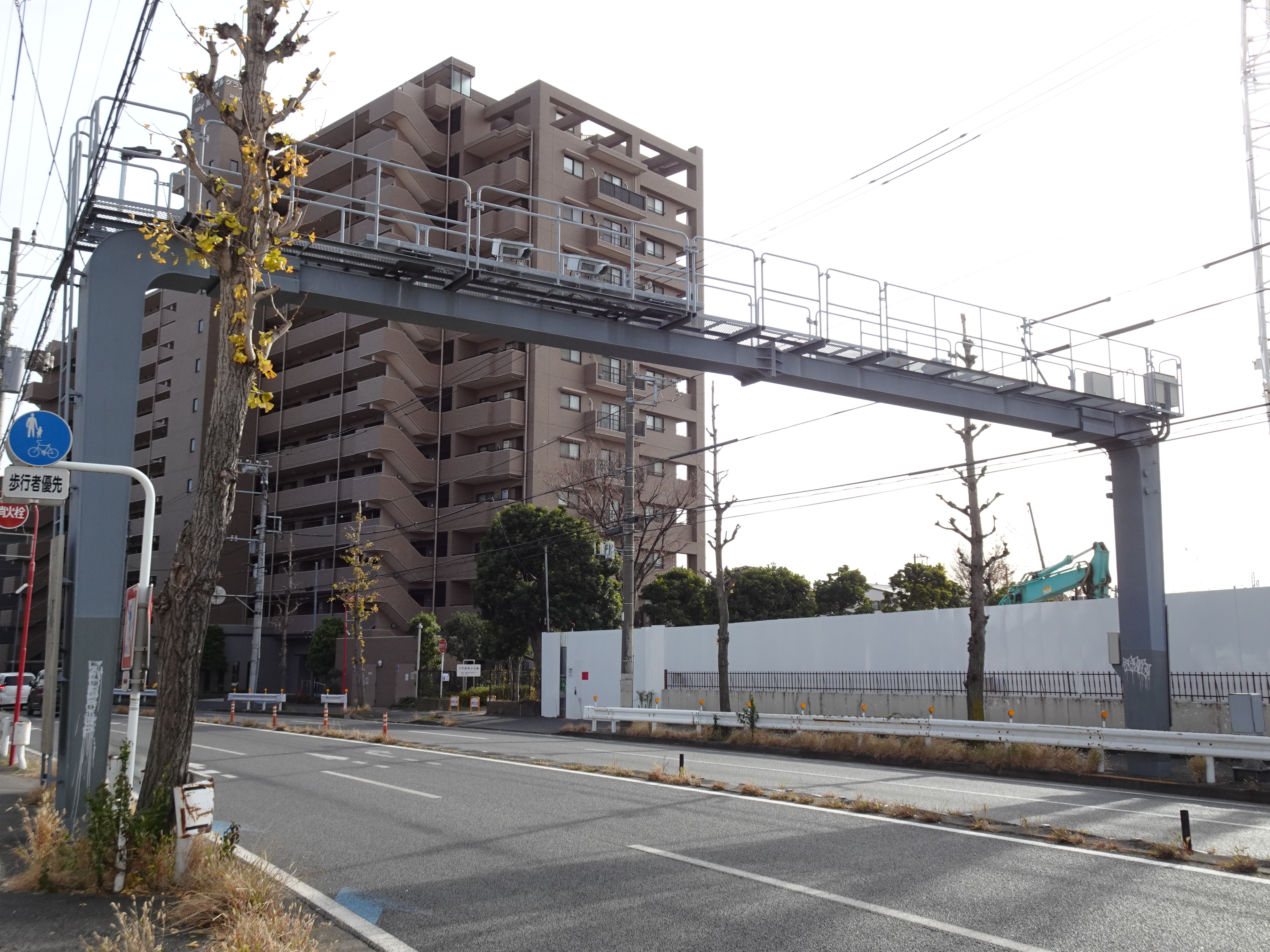
神奈川県川崎市幸区小向西町4丁目、国道409号線/県道9号線の府中街道に設置されたNシステム
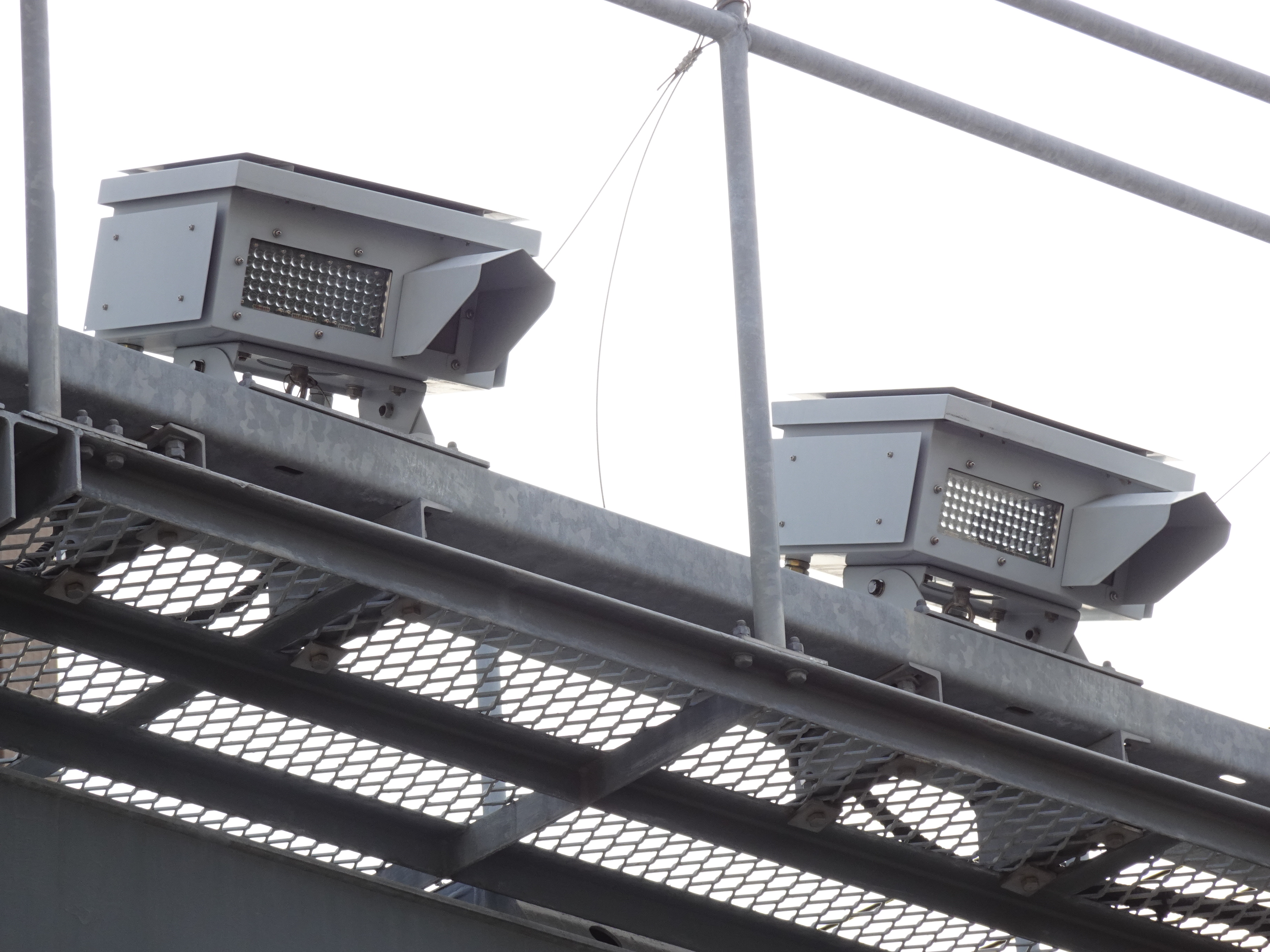
神奈川県川崎市幸区小向西町4丁目、国道409号線/県道9号線の府中街道に設置されたNシステム

### 類似の装置

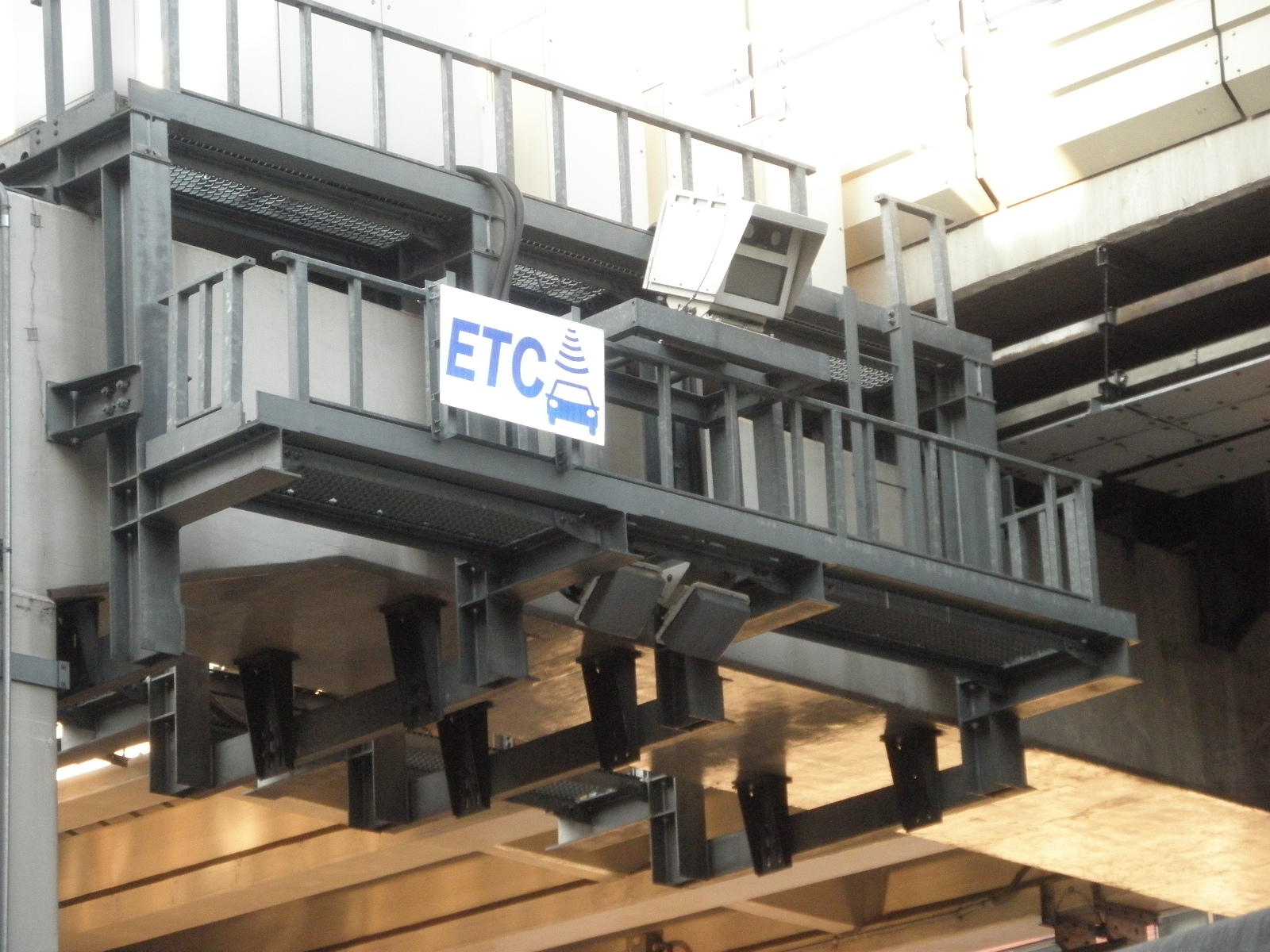
ETCゲートのナンバー読み取り装置（2010年）
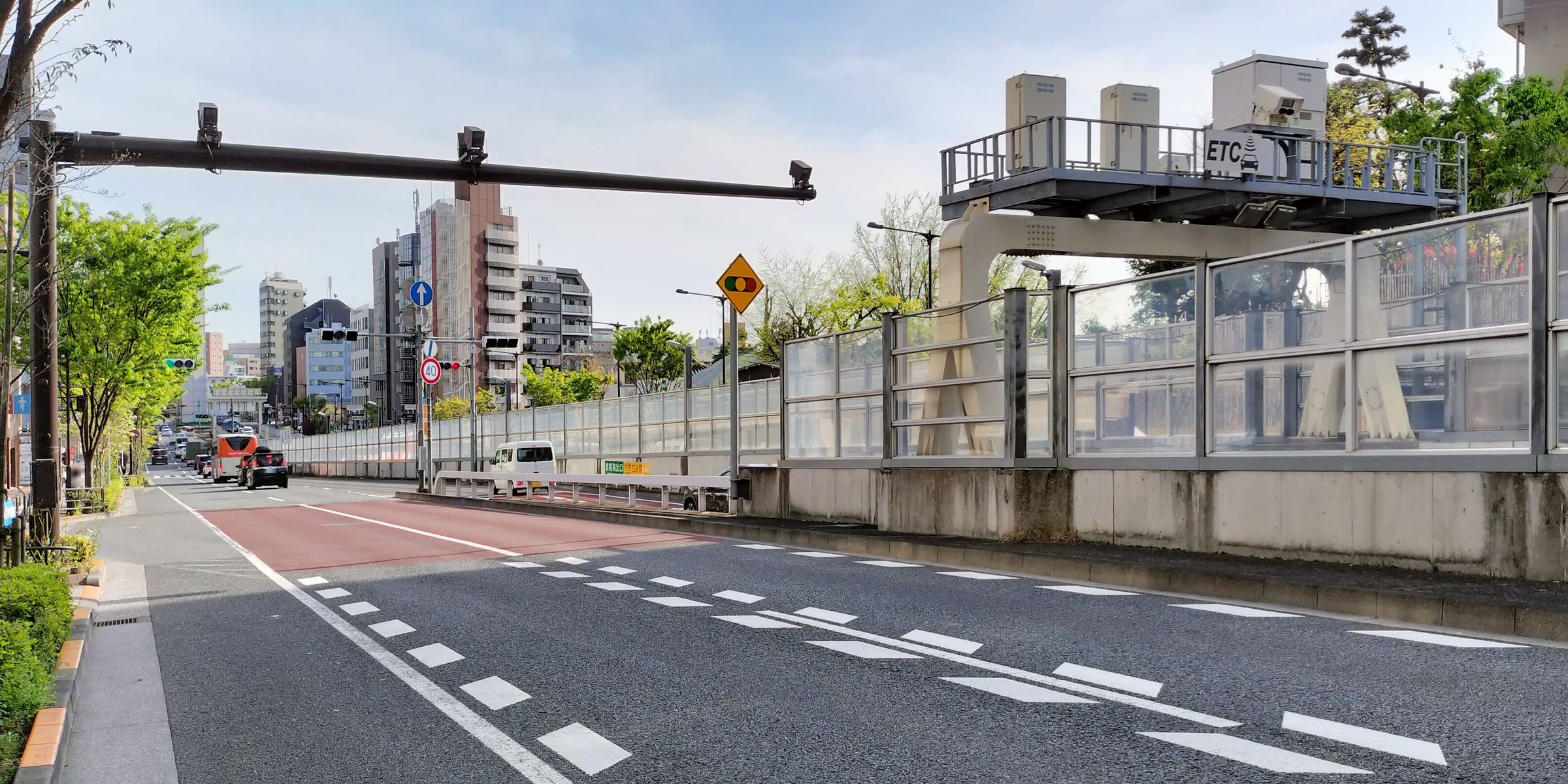
左がNシステム、右がETC（首都高速中央環状線の中野長者橋出入口付近）